# Upplands runinskrifter 576
Upplands runinskrifter 576, längst upp till höger på bilden, är två vikingatida runstensfragment av ljusröd sandsten i Estuna kyrka, Estuna socken och Norrtälje kommun.
Fragment A hittades vid en restaurering av kyrkan 1929 och är 0,5 gånger 0,32 meter stort. Fragment B hittades i kyrkogårdsmuren året efter och är 0,47 gånger 0,37 meter.
De båda fragmenten U 576 A och B har tillhört samma runsten. Möjligen har de också utgjort en del av samma runsten som fragmenten U 574 och U 575 som förvaras på samma plats, i kyrkans sakristia.

## Inskriften
Translitterering av runraden:
...þbiarn + (a)... ... at + (m)...
Normalisering till runsvenska:
...biorn o[k] ... at ...
Översättning till nusvenska:
...-björn och ... efter ...